# Cantó de Craonne
El cantó de Craonne és un cantó francès del departament de l'Aisne, situat al districte de Laon. Té 34 municipis i el cap és Craonne.

## Municipis
- Aizelles
- Aubigny-en-Laonnois
- Beaurieux
- Berrieux
- Bouconville-Vauclair
- Bourg-et-Comin
- Braye-en-Laonnois
- Cerny-en-Laonnois
- Chamouille
- Chermizy-Ailles
- Colligis-Crandelain
- Corbeny
- Craonne
- Craonnelle
- Cuiry-lès-Chaudardes
- Cuissy-et-Geny
- Goudelancourt-lès-Berrieux
- Jumigny
- Lierval
- Martigny-Courpierre
- Monthenault
- Moulins
- Moussy-Verneuil
- Neuville-sur-Ailette
- Œuilly
- Oulches-la-Vallée-Foulon
- Paissy
- Pancy-Courtecon
- Pargnan
- Sainte-Croix
- Saint-Thomas
- Trucy
- Vassogne
- Vendresse-Beaulne

## Història
| Data d'elecció                           | Identitat         | Partit | Qualitat |
| ---------------------------------------- | ----------------- | ------ | -------- |
| 1945-1967                                | Yvonne Curtil     | SFIO   |          |
| 1967-1979                                | Gilbert Devèze    | CNIP   |          |
| 1979-1998                                | Pierrette Curtil  | PS     |          |
| 1998-2004                                | Philippe Malpezzi | UDF-DL |          |
| 2004-                                    | Noël Genteur      | IDG    |          |
| les dades anteriors no són pas conegudes |                   |        |          |
|                                          |                   |        |          |

## Demografia
| A partir de 1990: Població sense dobles comptes |